# Gastó de Montcada i Gralla
Gastó de Montcada i Gralla   (Barcelona, 21 de març de 1554 - Saragossa, 24 de gener de 1626)) va ser un noble català, diplomàtic i home d'estat espanyol, II marquès de Aitona, X comte de Osona, comanador de Fresneda i Ráfales en l'ordre de Calatrava, ambaixador de Felipe III en la cort de Pau V, gran senescal i mestre racional de Catalunya, virrei de Sardenya i d'Aragó i conseller d'estat de Felipe IV.
Va ser fill primogènit de Francesc de Montcada i de Cardona, virrei de Catalunya i de València, i de Lucrècia Gralla. Del seu matrimoni amb Caterina de Montcada i Bou, baronessa de Callosa, va tenir diversos fills:
- Francesc, diplomàtic i governador de Flandes;
- Lucrècia, casada amb Pedro Jiménez de Urrea, senyor de Almonesir;
- Miquel;
- Pere, bisbe de Girona; i
- Martina.